# Hendrik Spilman
Pour les articles homonymes, voir Spilman.
Hendrik Spilman (1721, Amsterdam - 1784, Haarlem), est un peintre et graveur du XVIIIe siècle néerlandais.

## Biographie
Selon le RKD, il passe sa vie professionnelle à Haarlem, où il s'inscrit en 1742 comme membre de la guilde de Haarlem de Saint-Luc (en) Il est l'élève d'Abraham de Haen (en), qui le forme comme peintre et dessinateur, mais il est surtout connu pour ses dessins topographiques et ses gravures de paysages urbains et de bâtiments importants. Il réalise des gravures d'après des dessins de de Haen, Jan de Beijer, Cornelis Pronk et Cornelis van Noorde en plus de son propre travail pour diverses publications. 

## Œuvres publiées
- Het verheerlykt Nederland of Kabinet van Hedendaagsche gezigten . Cet ouvrage en neuf parties a été publié entre 1745 et 1774 par Isaac Tirion (en) à Amsterdam pour illustrer son Hedendaagsche historie of Tegenwoordige Staat der Vereenigde Nederlanden.
- Aangenaame Gezichten in de vermakelyke landsdouwen van Haarlem, avec des gravures de Spilman et van Noorde, 1761.
- Nederlandsche tafereelen; of eene keurige verzameling van negen honderd fraaije gezigten van steden, dorpen, sloten, oudheden, adelyke huizen, hofsteden, kerken, torens, pauvresten, gestichten, en veele andere aanzienlyke stads- en landsgebouwen; in en omtrent de zeven vereenigde Nederlandsche provintien, avec des gravures de Spilman, Pronk, De Beijer et Adriaen van Swijndrecht, 1792.

## Galerie

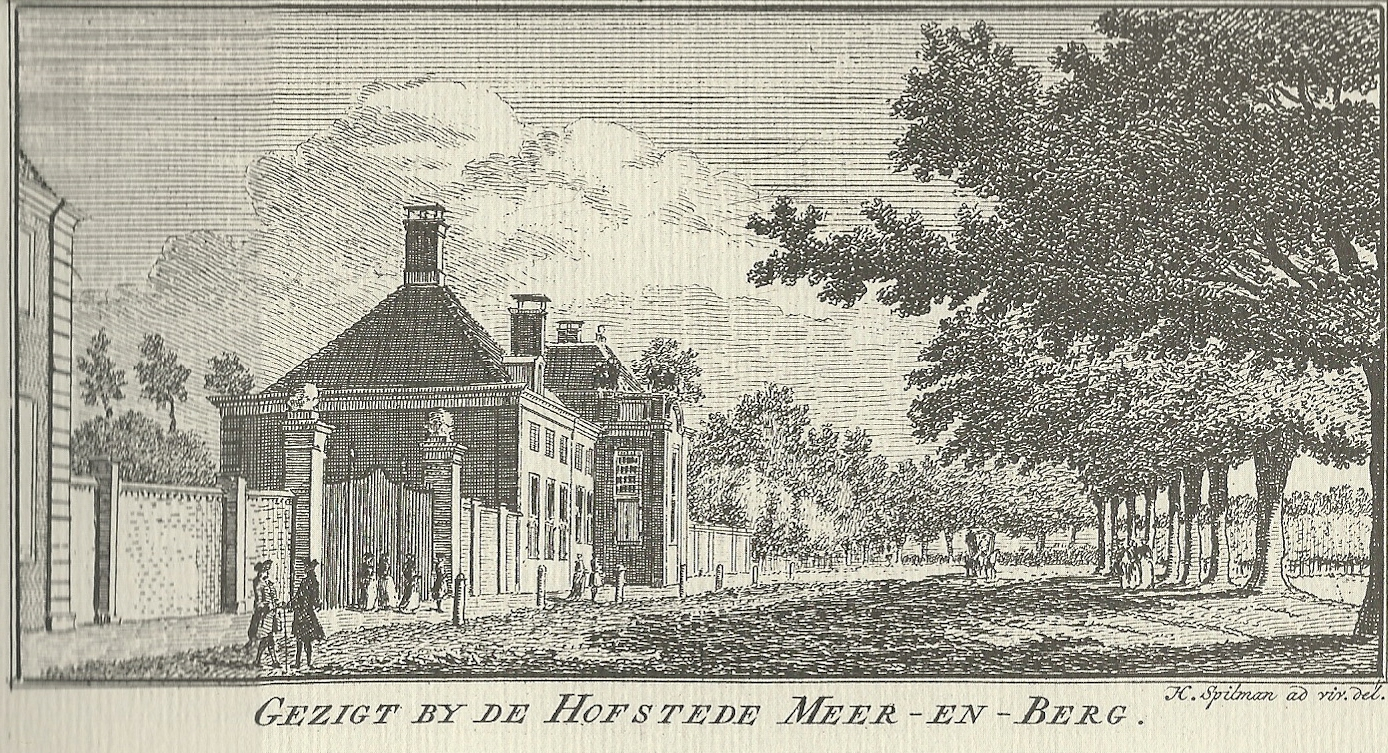
Vue de Meer en Berg sur le Glipperdreef, Heemstede, Pays-Bas.
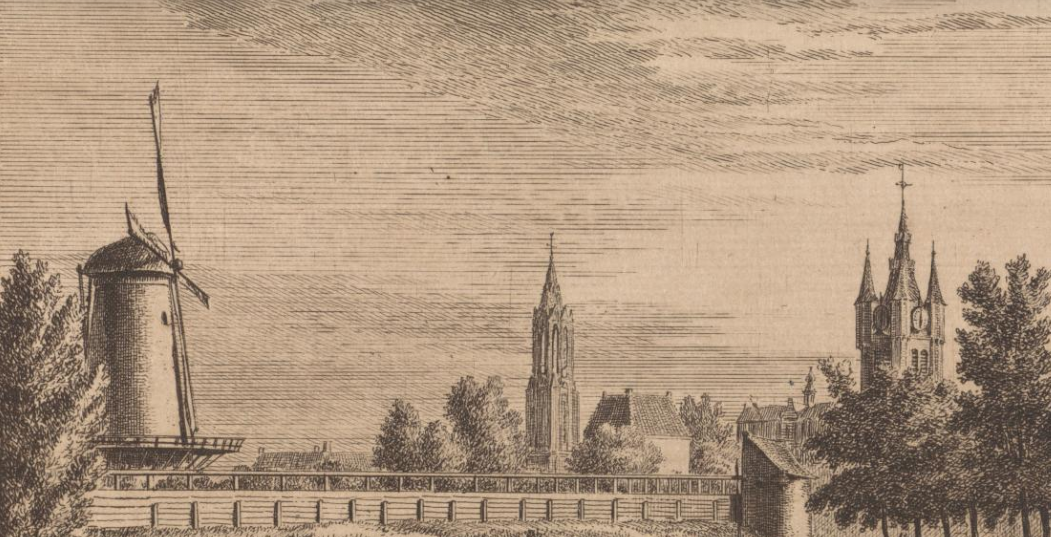
Aan de Wal te Delft, gravure du XVIIIe siècle (entre 1742 et 1784). Œuvre sur laquelle sont représentés le moulin De Roos et l'enceinte de Delft[2].
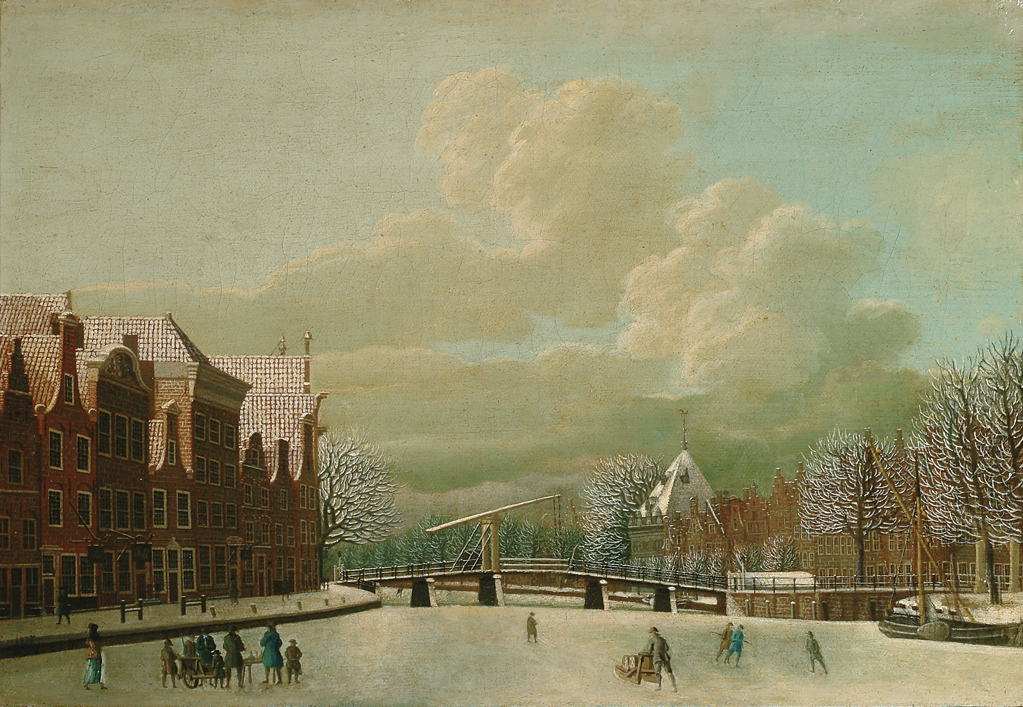
Het Korte Spaarne te Haarlem bij winter, 1777
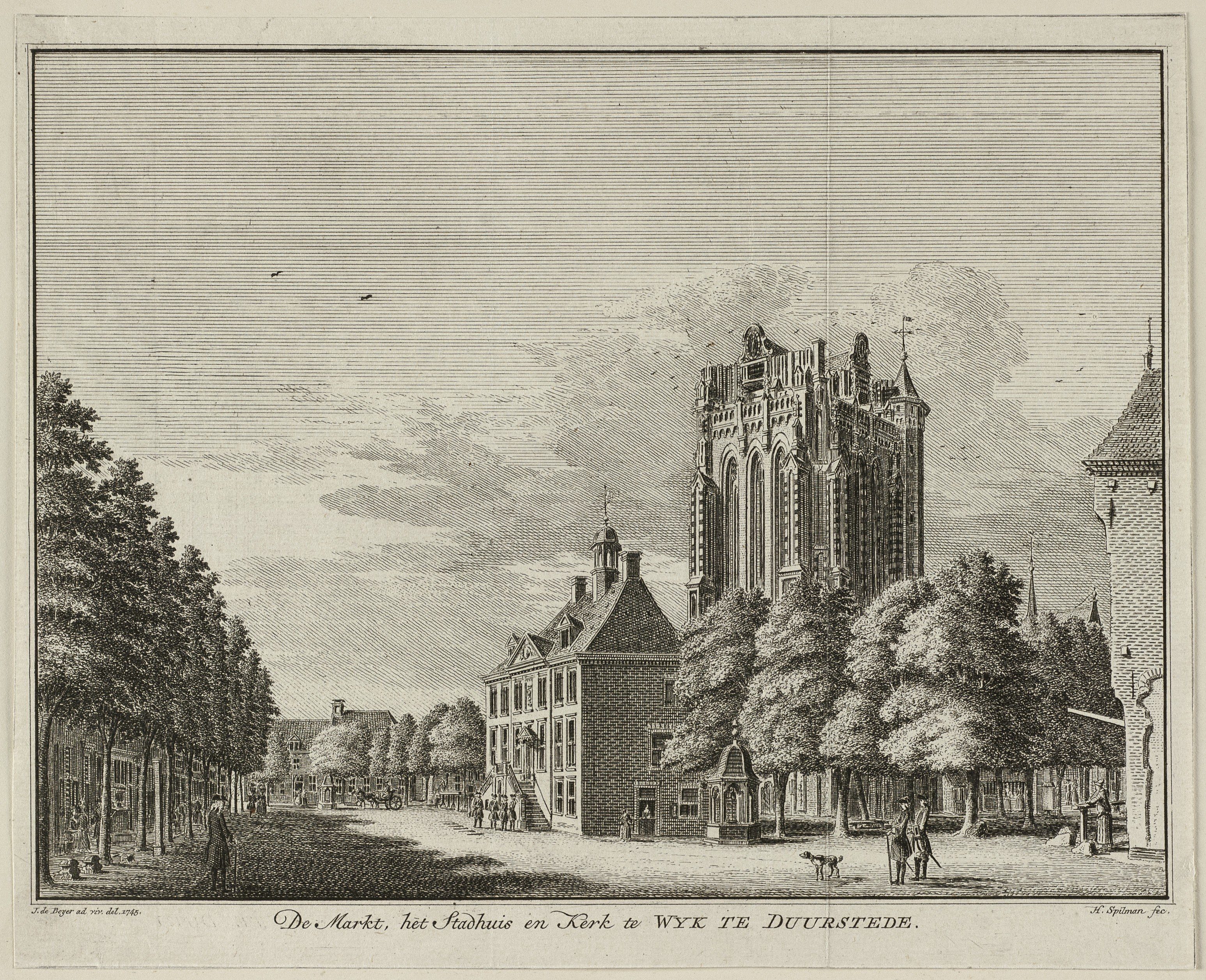
Markt van Wijk bij Duurstede
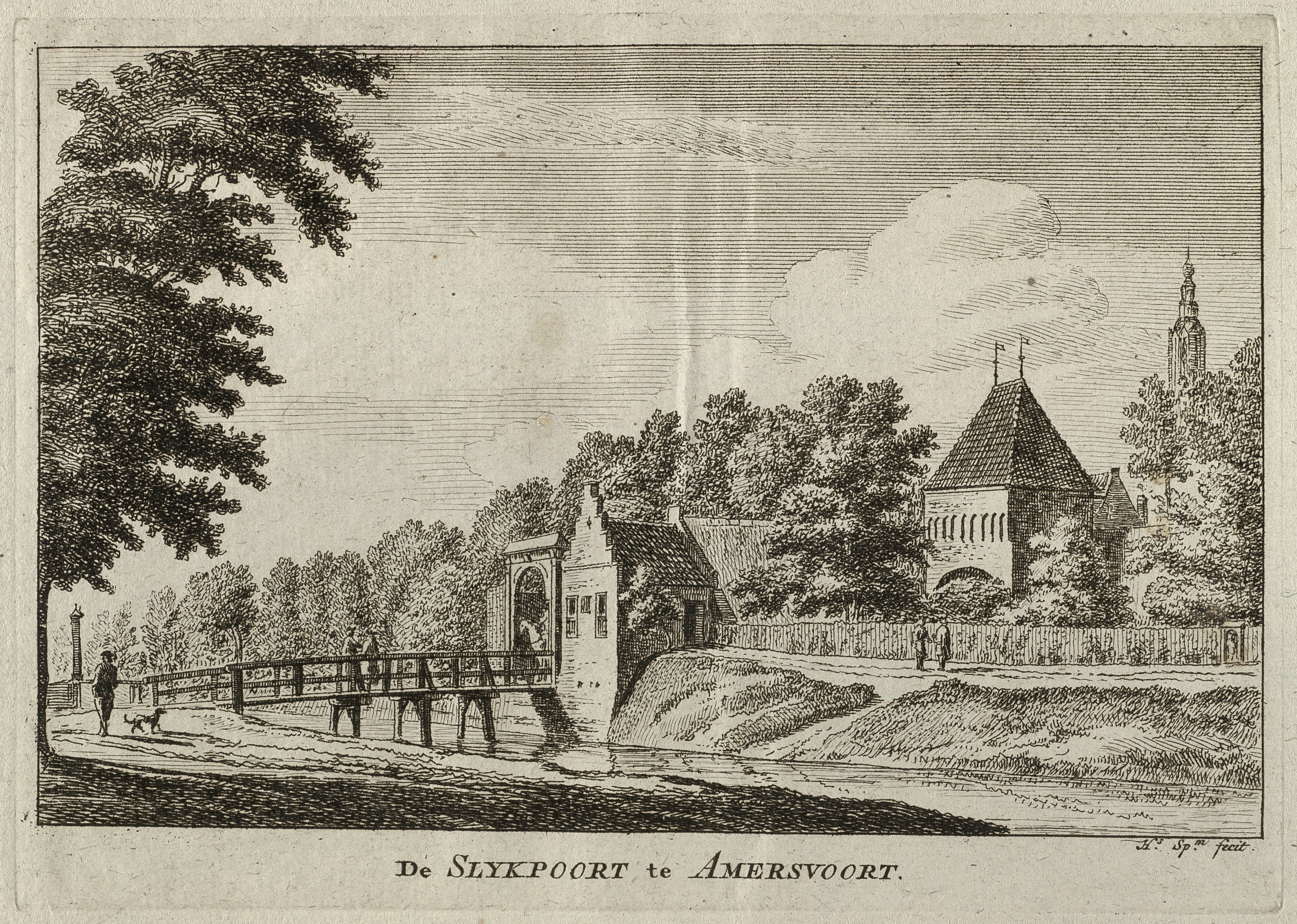
De Slijkpoort, Amersfoort
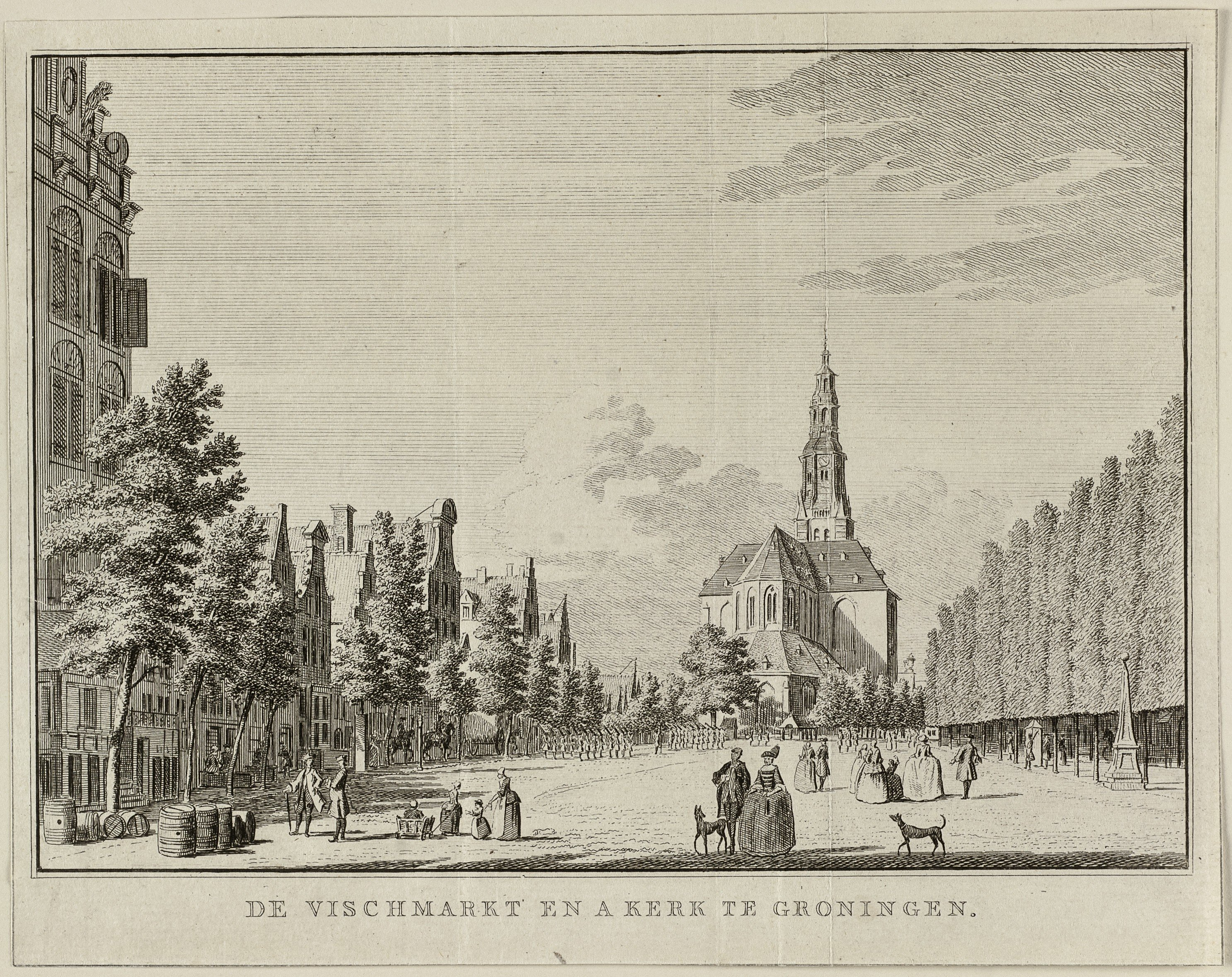
Vismarkt en Der Aa-kerk, Groningen
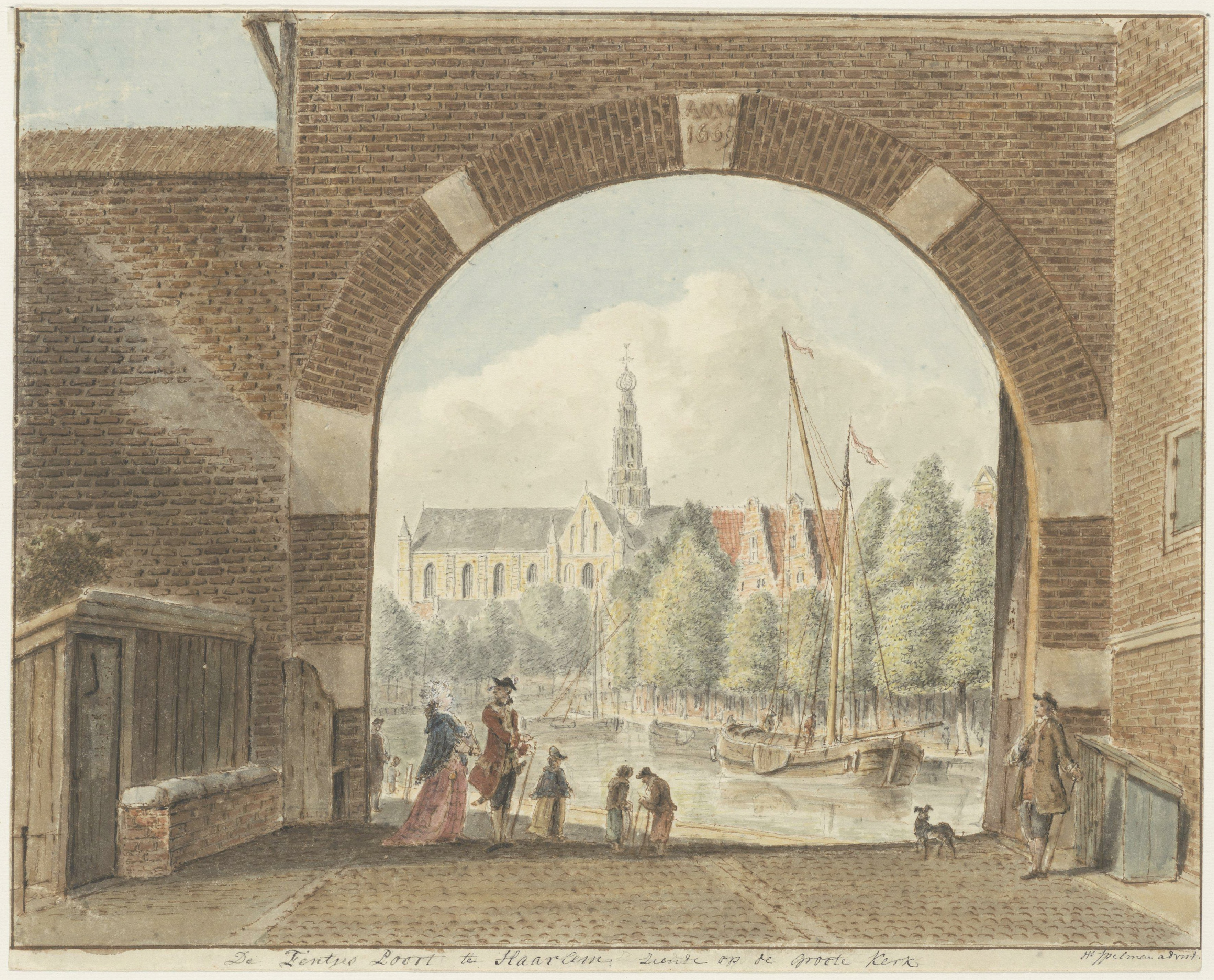
Eendjespoort, Haarlem